# Jakovlev UT-1

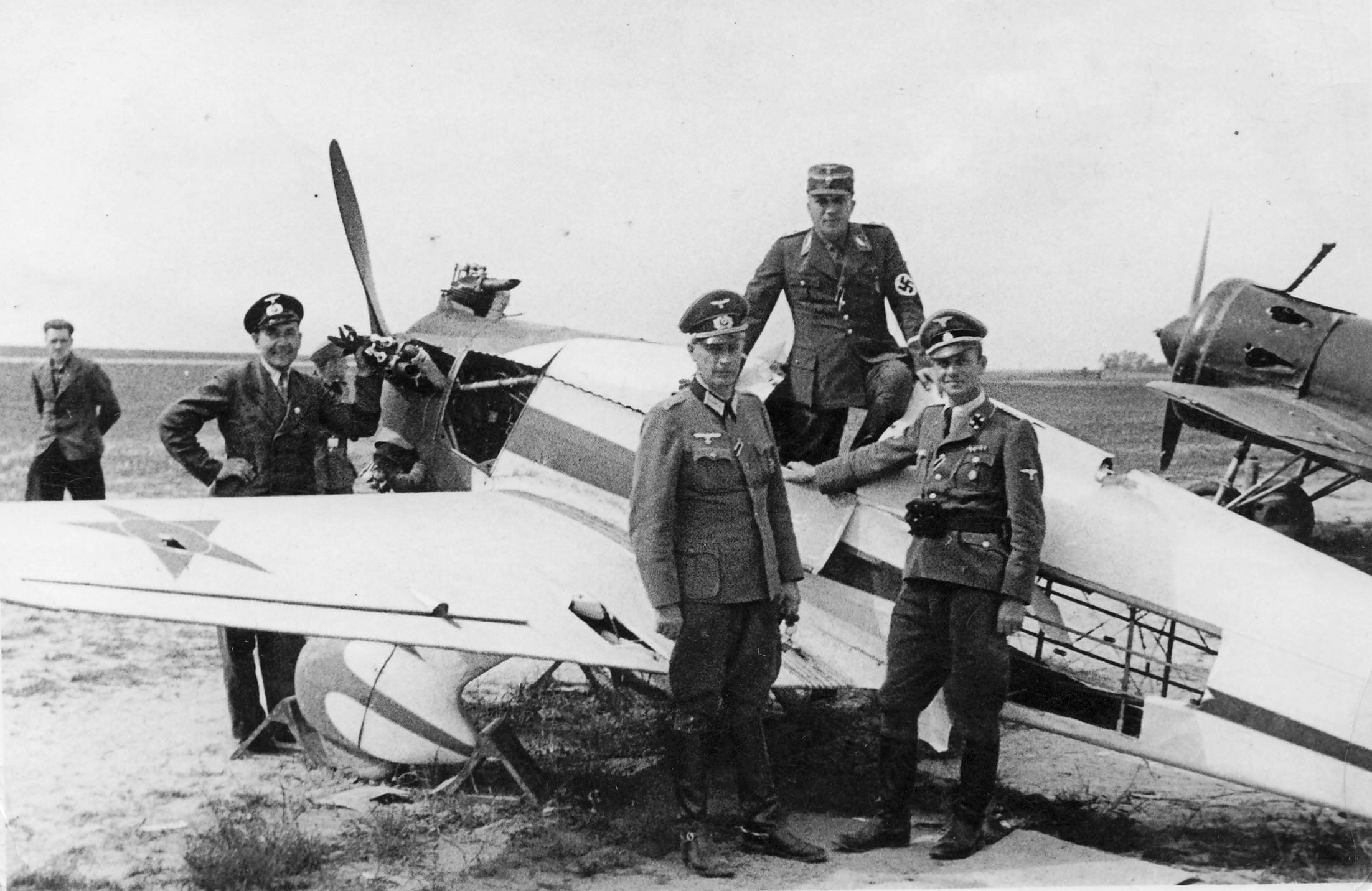
Němci si prohlížejí ukořistěné letadlo UT-1 během operace Barbarossa

UT-1 byl sovětský cvičný letoun užívaný v době druhé světové války. První prototyp vzlétl roku 1936 a dostal označení AIR-14. Následovala sériová výroba pod názvem UT-1, celkem bylo do roku 1940 vyrobeno 1241 kusů. Na počátku Velké vlastenecké války byly některé tyto letouny používány i jako pozorovací a tyto byly vyzbrojeny dvěma kulomety.

## Specifikace

### Technické údaje
- Osádka: 1
- Rozpětí: 7,30 m
- Délka: 5,75 m
- Výška: 2,65 m
- Plocha křídel: 9,70 m²
- Vlastní hmotnost: 429 kg
- Vzletová hmotnost: 598 kg
- Pohonná jednotka: 1 × hvězdicový motor Švecov M-11E
- Výkon pohonné jednotky: 110 kW

### Výkony
- Maximální rychlost: 257 km/h
- Dostup: 7 120 m
- Dolet: 520 km